# Риурень
Риурень, Риурені (рум. Râureni) — село у повіті Вилча в Румунії. Адміністративно підпорядковане місту Римніку-Вилча.
Село розташоване на відстані 155 км на північний захід від Бухареста, 6 км на південний захід від Римніку-Вилчі, 90 км на північний схід від Крайови, 120 км на південний захід від Брашова.

## Населення
За даними перепису населення 2002 року у селі проживали 739 осіб.
Національний склад населення села:
| Національність | Кількість осіб | Відсоток |
| -------------- | -------------- | -------- |
| румуни         | 721            | 97,6%    |
| цигани         | 18             | 2,4%     |

Рідною мовою назвали:
| Мова      | Кількість осіб | Відсоток |
| --------- | -------------- | -------- |
| румунська | 721            | 97,6%    |
| циганська | 18             | 2,4%     |